# Oxygen (EP)
Oxygen là một EP của ban nhạc Mỹ Swans. Nó được phát hành kỹ thuật số ngày 25 tháng 11 năm 2014, qua trang Bandcamp chính thức của Swans.

## Nội dung
EP gồm bốn phiên bản của bài hát "Oxygen", bài hát này nằm trong album 2014, To Be Kind. Các phiên bản gồm bàn chỉnh sửa của Daniel Miller, một bản live tại Primavera Sound, một phiên bản đầu tiên thu âm tại nhà Michael Gira và bản mộc thu tại Studio Mute.

## Danh sách bài hát
Tất cả bài hát được viết bởi Michael Gira.
1. "Oxygen (Edit)" – 3:04
2. "Oxygen (Live at Primavera)" – 6:49
3. "Oxygen (Early Version)" – 4:24
4. "Oxygen (Acoustic)" – 4:24

## Thành phần tham gia
Swans
- Michael Gira – hát, guitar, sản xuất
- Christoph Hahn – lap steel guitar, guitar điện, hát
- Thor Harris – trống, bộ gõ, đàn tăng rung, bộ hơi, hát
- Christopher Pravdica – bass guitar, guitar mộc, hát
- Phil Puleo – trống, bộ gõ, đàn xinbalum, hát
- Norman Westberg – guitar, hát

Nghệ sĩ khác
- Daniel Miller – chỉnh sửa (1)
- Bob Biggs – bìa